# Freestyle-Skiing-Weltcup 1981
Die Saison 1981 war die 2. Saison des von der Fédération Internationale de Ski (FIS) veranstalteten Freestyle-Skiing-Weltcups. Sie begann am 16. Januar 1981 in Livigno und endete am 22. März 1981 in Calgary. Ausgetragen wurden Wettbewerbe in den Disziplinen Aerials (Springen), Moguls (Buckelpiste), Ballett und in der Kombination.

## Männer

### Weltcupwertungen
| Rang | Name              | Punkte |
| ---- | ----------------- | ------ |
| 1.   | Frank Beddor      | 502    |
| 2.   | Greg Athans       | 359    |
| 3.   | Peter Judge       | 354    |
| 4.   | Bruce Bolesky     | 340    |
| 5.   | Rick Bowie        | 306    |
| 6.   | Mike Nemesvary    | 295    |
| 7.   | Dominique Laroche | 279    |
| 8.   | John Eaves        | 252    |
| 9.   | Murray Cluff      | 252    |
| 10.  | Jacques Poillion  | 200    |

| Rang | Name              | Punkte |
| ---- | ----------------- | ------ |
| 1.   | Jean Corriveau    | 142    |
| 2.   | Frank Beddor      | 139    |
| 3.   | Dominique Laroche | 130    |
| 4.   | Craig Clow        | 129    |
| 5.   | Mike Nemesvary    | 122    |
| 6.   | Rick Bowie        | 122    |
| 7.   | Jean-Marc Rozon   | 119    |
| 8.   | Yves Laroche      | 115    |
| 9.   | John Eaves        | 110    |
| 10.  | Peter Judge       | 100    |

| Rang | Name            | Punkte |
| ---- | --------------- | ------ |
| 1.   | Nano Pourtier   | 147    |
| 2.   | Frank Beddor    | 134    |
| 3.   | Greg Athans     | 134    |
| 4.   | Franco Zanolari | 128    |
| 5.   | Bill Keenan     | 126    |
| 6.   | Craig Sabina    | 120    |
| 7.   | Sigi Innauer    | 107    |
| 8.   | Mauro Mottini   | 101    |
| 9.   | George Baetz    | 99     |
| 10.  | Bruce Bolesky   | 83     |

| Rang | Name               | Punkte |
| ---- | ------------------ | ------ |
| 1.   | Bob Howard         | 150    |
| 2.   | Frank Beddor       | 140    |
| 3.   | Richard Schabl     | 133    |
| 4.   | Ernst Garhammer    | 130    |
| 5.   | Daniel Cote        | 128    |
| 6.   | Bruce Bolesky      | 127    |
| 7.   | Greg Athans        | 119    |
| 8.   | Hermann Reitberger | 117    |
| 9.   | Jacques Poillion   | 116    |
| 10.  | Peter Judge        | 105    |

| Rang | Name              | Punkte |
| ---- | ----------------- | ------ |
| 1.   | Frank Beddor      | 89     |
| 2.   | Peter Judge       | 79     |
| 3.   | Bruce Bolesky     | 74     |
| 4.   | Greg Athans       | 69     |
| 5.   | Rick Bowie        | 67     |
| 6.   | Mike Nemesvary    | 64     |
| 7.   | Murray Cluff      | 63     |
| 8.   | Dominique Laroche | 55     |
| 9.   | John Eaves        | 37     |
| 10.  | Chris Rich        | 34     |

### Podestplätze

#### Moguls
| Datum            | Ort            | Disz. | 1. Platz        | 2. Platz      | 3. Platz        |
| ---------------- | -------------- | ----- | --------------- | ------------- | --------------- |
| 16. Januar 1981  | Livigno        | MO    | Bill Keenan     | Craig Sabina  | Philippe Deiber |
| 22. Januar 1981  | Tignes         | MO    | Franz Garhammer | Nano Pourtier | Greg Athans     |
| 3. Februar 1981  | Silvretta Nova | MO    | Nano Pourtier   | Frank Beddor  | Franco Zanolari |
| 4. Februar 1981  | Silvretta Nova | MO    | Franco Zanolari | Greg Athans   | Nano Pourtier   |
| 14. Februar 1981 | Oberjoch       | MO    | Nano Pourtier   | Greg Athans   | Bill Keenan     |
| 18. März 1981    | Mount Norquay  | MO    | Nano Pourtier   | Greg Athans   | Stuart O‘Brein  |
| 18. März 1981    | Mount Norquay  | MO    | Frank Beddor    | Craig Sabina  | Nano Pourtier   |
| 19. März 1981    | Mount Norquay  | MO    | Nano Pourtier   | Frank Beddor  | John Eaves      |

#### Aerials
| Datum            | Ort                | Disz. | 1. Platz       | 2. Platz        | 3. Platz          |
| ---------------- | ------------------ | ----- | -------------- | --------------- | ----------------- |
| 18. Januar 1981  | Livigno            | AE    | Jean Corriveau | Jean-Marc Rozon | Frank Beddor      |
| 24. Januar 1981  | Tignes             | AE    | Jean Corriveau | Jean-Marc Rozon | Rick Bowie        |
| 1. Februar 1981  | Laax               | AE    | John Eaves     | Jean Corriveau  | Frank Beddor      |
| 8. Februar 1981  | Seefeld            | AE    | Jean Corriveau | Craig Clow      | John Eaves        |
| 15. Februar 1981 | Oberjoch           | AE    | Jean Corriveau | Mike Nemesvary  | Dominique Laroche |
| 1. März 1981     | Mont Sainte-Anne   | AE    | Craig Clow     | Frank Beddor    | Yves Laroche      |
| 8. März 1981     | Mont Saint-Sauveur | AE    | Frank Beddor   | Craig Clow      | Dominique Laroche |
| 22. März 1981    | Calgary            | AE    | John Eaves     | Mike Nemesvary  | Dominique Laroche |

#### Ballett
| Datum            | Ort              | Disz. | 1. Platz           | 2. Platz                 | 3. Platz       |
| ---------------- | ---------------- | ----- | ------------------ | ------------------------ | -------------- |
| 17. Januar 1981  | Livigno          | AC    | Bob Howard         | Hermann Reitberger       | Greg Athans    |
| 23. Januar 1981  | Tignes           | AC    | Bob Howard         | Ernst Garhammer          | Frank Beddor   |
| 31. Januar 1981  | Laax             | AC    | Bob Howard         | Frank Beddor             | Daniel Cote    |
| 9. Februar 1981  | Seefeld          | AC    | Hermann Reitberger | Bob Howard               | Frank Beddor   |
| 14. Februar 1981 | Oberjoch         | AC    | Bob Howard         | Frank Beddor             | Richard Schabl |
| 28. Februar 1981 | Mont Sainte-Anne | AC    | Bob Howard         | Frank Beddor Daniel Cote |                |
| 14. März 1981    | Poconos          | AC    | Bob Howard         | Ian Edmondson            | Greg Athans    |
| 15. März 1981    | Poconos          | AC    | Bob Howard         | Ian Edmondson            | Richard Schabl |
| 21. März 1981    | Calgary          | AC    | Bob Howard         | Ernst Garhammer          | Richard Schabl |

#### Kombination
| Datum            | Ort           | Disz. | 1. Platz        | 2. Platz      | 3. Platz        |
| ---------------- | ------------- | ----- | --------------- | ------------- | --------------- |
| 18. Januar 1981  | Livigno       | CO    | Frank Beddor    | Peter Judge   | Bruce Bolesky   |
| 24. Januar 1981  | Tignes        | CO    | Franz Garhammer | Rick Bowie    | Ernst Garhammer |
| 3. Februar 1981  | Laax          | CO    | Frank Beddor    | John Eaves    | Greg Athans     |
| 9. Februar 1981  | Seefeld       | CO    | Frank Beddor    | Greg Athans   | Rick Bowie      |
| 15. Februar 1981 | Oberjoch      | CO    | Frank Beddor    | Greg Athans   | Peter Judge     |
| 18. März 1981    | Mount Norquay | CO    | Frank Beddor    | Bruce Bolesky | Peter Judge     |
| 18. März 1981    | Mount Norquay | CO    | Bruce Bolesky   | Peter Judge   | Murray Cluff    |
| 22. März 1981    | Calgary       | CO    | John Eaves      | Frank Beddor  | Peter Judge     |

## Frauen

### Weltcupwertungen
| Rang | Name                 | Punkte |
| ---- | -------------------- | ------ |
| 1.   | Marie-Claude Asselin | 138    |
| 2.   | Renee Lee Smith      | 113    |
| 3.   | Stephanie Sloan      | 104    |
| 4.   | Eveline Wirth        | 79     |
| 5.   | Christine Rossi      | 51     |
| 6.   | Jan Bucher           | 48     |
| 7.   | Hilary Engisch       | 47     |
| 8.   | Maja Berg            | 46     |
| 9.   | Hayley Wolff         | 42     |
| 10.  | Monika Fügmann       | 37     |

| Rang | Name                 | Punkte |
| ---- | -------------------- | ------ |
| 1.   | Marie-Claude Asselin | 46     |
| 2.   | Maja Berg            | 46     |
| 3.   | Renee Lee Smith      | 29     |
| 4.   | Susi Schmidl         | 26     |
| 5.   | Hayley Wolff         | 26     |
| 6.   | Eveline Wirth        | 23     |
| 7.   | Stephanie Sloan      | 23     |
| 8.   | Karen Benker         | 17     |
| 9.   | Betsy Conroy         | 9      |
| 10.  | Christine Rossi      | 7      |

| Rang | Name                 | Punkte |
| ---- | -------------------- | ------ |
| 1.   | Hilary Engisch       | 47     |
| 2.   | Renee Lee Smith      | 42     |
| 3.   | Stephanie Sloan      | 37     |
| 4.   | Marie-Claude Asselin | 31     |
| 5.   | Kay Kucera           | 22     |
| 6.   | Erika Gallizzi       | 19     |
| 7.   | Eveline Wirth        | 15     |
| 8.   | Hedy Garhammer       | 13     |
| 9.   | Hayley Wolff         | 12     |
| 10.  | Betsy Conroy         | 9      |

| Rang | Name                 | Punkte |
| ---- | -------------------- | ------ |
| 1.   | Jan Bucher           | 48     |
| 2.   | Christine Rossi      | 42     |
| 3.   | Monika Fügmann       | 37     |
| 4.   | Marie-Claude Asselin | 31     |
| 5.   | Eveline Wirth        | 28     |
| 6.   | Stephanie Sloan      | 21     |
| 7.   | Renee Lee Smith      | 20     |
| 8.   | Hedy Garhammer       | 16     |
| 9.   | Conny Kissling       | 15     |
| 10.  | Betsy Conroy         | 12     |

| Rang | Name                 | Punkte |
| ---- | -------------------- | ------ |
| 1.   | Marie-Claude Asselin | 30     |
| 2.   | Stephanie Sloan      | 23     |
| 3.   | Renee Lee Smith      | 22     |
| 4.   | Eveline Wirth        | 13     |
| 5.   | Betsy Conroy         | 6      |
| 6.   | Hedy Garhammer       | 4      |
| 7.   | Hayley Wolff         | 4      |
| 8.   | Christine Rossi      | 2      |
| 9.   | Susi Schmidl         | 2      |
|      | Mary Jo Tiampo       | 2      |

### Podestplätze

#### Moguls
| Datum            | Ort            | Disz. | 1. Platz             | 2. Platz        | 3. Platz             |
| ---------------- | -------------- | ----- | -------------------- | --------------- | -------------------- |
| 16. Januar 1981  | Livigno        | MO    | Hilary Engisch       | Hedy Garhammer  | Renee Lee Smith      |
| 22. Januar 1981  | Tignes         | MO    | Marie-Claude Asselin | Stephanie Sloan | Renee Lee Smith      |
| 3. Februar 1981  | Silvretta Nova | MO    | Hilary Engisch       | Renee Lee Smith | Stephanie Sloan      |
| 4. Februar 1981  | Silvretta Nova | MO    | Hilary Engisch       | Kay Kucera      | Stephanie Sloan      |
| 14. Februar 1981 | Oberjoch       | MO    | Renee Lee Smith      | Erika Gallizzi  | Hedy Garhammer       |
| 18. März 1981    | Mount Norquay  | MO    | Hilary Engisch       | Renee Lee Smith | Marie-Claude Asselin |
| 18. März 1981    | Mount Norquay  | MO    | Renee Lee Smith      | Hilary Engisch  | Stephanie Sloan      |
| 19. März 1981    | Mount Norquay  | MO    | Hilary Engisch       | Stephanie Sloan | Renee Lee Smith      |

#### Aerials
| Datum            | Ort                | Disz. | 1. Platz             | 2. Platz             | 3. Platz        |
| ---------------- | ------------------ | ----- | -------------------- | -------------------- | --------------- |
| 18. Januar 1981  | Livigno            | AE    | Maja Berg            | Marie-Claude Asselin | Eveline Wirth   |
| 24. Januar 1981  | Tignes             | AE    | Marie-Claude Asselin | Maja Berg            | Renee Lee Smith |
| 1. Februar 1981  | Laax               | AE    | Marie-Claude Asselin | Susi Schmidl         | Maja Berg       |
| 8. Februar 1981  | Seefeld            | AE    | Maja Berg            | Marie-Claude Asselin | Susi Schmidl    |
| 15. Februar 1981 | Oberjoch           | AE    | Marie-Claude Asselin | Susi Schmidl         | Hayley Wolff    |
| 1. März 1981     | Mont Sainte-Anne   | AE    | Marie-Claude Asselin | Maja Berg            | Renee Lee Smith |
| 8. März 1981     | Mont Saint-Sauveur | AE    | Maja Berg            | Marie-Claude Asselin | Hayley Wolff    |
| 22. März 1981    | Calgary            | AE    | Maja Berg            | Marie-Claude Asselin | Renee Lee Smith |

#### Ballett
| Datum            | Ort              | Disz. | 1. Platz        | 2. Platz        | 3. Platz             |
| ---------------- | ---------------- | ----- | --------------- | --------------- | -------------------- |
| 17. Januar 1981  | Livigno          | AC    | Jan Bucher      | Eveline Wirth   | Marie-Claude Asselin |
| 23. Januar 1981  | Tignes           | AC    | Jan Bucher      | Christine Rossi | Monika Fügmann       |
| 31. Januar 1981  | Laax             | AC    | Christine Rossi | Monika Fügmann  | Renee Lee Smith      |
| 9. Februar 1981  | Seefeld          | AC    | Jan Bucher      | Hedy Garhammer  | Christine Rossi      |
| 14. Februar 1981 | Oberjoch         | AC    | Jan Bucher      | Monika Fügmann  | Marie-Claude Asselin |
| 28. Februar 1981 | Mont Sainte-Anne | AC    | Jan Bucher      | Christine Rossi | Monika Fügmann       |
| 14. März 1981    | Poconos          | AC    | Jan Bucher      | Liz Heidenreich | Monika Fügmann       |
| 15. März 1981    | Poconos          | AC    | Jan Bucher      | Christine Rossi | Monika Fügmann       |
| 21. März 1981    | Calgary          | AC    | Jan Bucher      | Christine Rossi | Eveline Wirth        |

#### Kombination
| Datum            | Ort           | Disz. | 1. Platz             | 2. Platz             | 3. Platz        |
| ---------------- | ------------- | ----- | -------------------- | -------------------- | --------------- |
| 18. Januar 1981  | Livigno       | CO    | Eveline Wirth        | Marie-Claude Asselin | Stephanie Sloan |
| 24. Januar 1981  | Tignes        | CO    | Marie-Claude Asselin | Stephanie Sloan      | Betsy Conroy    |
| 3. Februar 1981  | Laax          | CO    | Marie-Claude Asselin | Renee Lee Smith      | Stephanie Sloan |
| 9. Februar 1981  | Seefeld       | CO    | Marie-Claude Asselin | Stephanie Sloan      | Renee Lee Smith |
| 15. Februar 1981 | Oberjoch      | CO    | Marie-Claude Asselin | Renee Lee Smith      | Eveline Wirth   |
| 18. März 1981    | Mount Norquay | CO    | Marie-Claude Asselin | Renee Lee Smith      | Betsy Conroy    |
| 18. März 1981    | Mount Norquay | CO    | Marie-Claude Asselin | Stephanie Sloan      | Renee Lee Smith |
| 22. März 1981    | Calgary       | CO    | Stephanie Sloan      | Renee Lee Smith      | Eveline Wirth   |